# Zblucops
Zblucops est une bande-dessinée française pré-publiée dans le magazine Tchô ! et publiée en albums reliés chez Glénat, écrite et dessinée par le duo Bill et Gobi.
La série a d'abord vu le jour sous forme d'une rubrique jeu en 2003 dans le magazine Tchô. Elle s'est ensuite vue déclinée en gags d'une ou plusieurs pages, dont le premier album est paru le 1er février 2005.
Le 3e album marque un tournant dans la série, puisqu'elle adopte désormais le format d'une histoire continue de 46 pages au lieu de gags, afin de pouvoir développer l'histoire des différents personnages.

## Synopsis
La série raconte l'histoire du commissariat de Zbluville et de ses 10 agents, qui tentent de résoudre les problèmes de la ville mais qui, le plus souvent, ne font qu'empirer les choses à cause de leur incompétence.

## Influences
De leur propre aveu, les auteurs se sont inspirés d'Akira Toriyama et plus particulièrement Dr Slump, pour l'humour plus délirant que vraiment recherché, et lorgnant souvent vers le scatologique. Plus globalement, la culture japonaise et manga sont très présentes dans le dessin et les expressions ; notamment dans le tome 3 où l'action se déroule dans un temple ancestral japonais[réf. nécessaire].

## Personnages

### Commissariat de Zbluville
Les Zblucops travaillent en équipe de deux agents aux caractéristiques différentes, ce qui les rend (à l'exception du tandem Playmo/Tistouille) à peu près efficaces.
Depuis le cinquième album, il y a eu des changements.
- Bill Playmo (Tome dédié : Tome 1), 24 ans, est le coéquipier de Tistouille. Son nom est un dérivé du jouet Playmobil, auquel sa tête ressemble (son corps est en fait en plastique.) Dans le tome 2, on découvre d'ailleurs que son père en est un. Il est incompétent, stupide et paresseux. Il est également amateur de revues cochonnes. Dans les tomes 3 et 4, lui et Tistouille sont chargés d'enquêter sur le vol d'électroménager, mais se montrent évidemment incompétents. Au début du tome 5 son visage est brûlé par un fer à repasser. Il se fait alors opérer et obtient la tête de Ken. Dans le tome 6, sa tête fond et se retrouve séparée de son corps, l'obligeant à subir une nouvelle chirurgie qui lui redonne sa tête d'origine.

- Tistouille (Tome dédié : Tome 8), 21 ans, est le coéquipier de Bill Playmo. C'est une espèce de gnome morveux aux hormones dégénérées. De tous les Zblucops, il est certainement le plus stupide et immature, même plus que son coéquipier. Il vit avec sa grand-mère, Lucette (aussi immature que lui), à la campagne. Il est également fan d'un héros nommé la Chipougnette. Dans le tome 4, il demande même à se déguiser comme elle. Dans le tome 8, on apprend que Lord Moukt, le méchant principal, est le filament de morve sortant continuellement du nez de Tistouille.

- Valentine (Tome dédié : Tome 2), 27 ans, est la coéquipière de Pilou. C'est une belle jeune femme intelligente, dynamique, et sans doute la seule à faire preuve de lucidité. Son seul défaut étant ses colères ultra violentes, le plus souvent provoquées par ses collègues (Playmo et Tistouille en particulier). Elle fait alors preuve d'une force égale à Grünt. Elle est célibataire et aime le romantisme, mais la plupart des hommes qui sortent avec elle, s'enfuient. Elle a pourtant eu un petit ami, Flavien, ancien flic devenu voyou, toujours amoureux d'elle. Sa mère considère qu'elle a passé l'âge d'attendre le prince charmant, et peut se contenter d'un nul comme Pilou. Curieusement, son père est une exacte version humaine de ce dernier. Elle a également une colocataire du nom de Rosine. Dans le tome 7, on découvre lors d'une conversation avec Stan qu'elle semble être devenue femme au foyer. Elle retourne ensuite de nouveau dans la police avec ses anciens collègues.

- Pilou (Tome dédié : Tome 6), 24 ans, est le coéquipier de Valentine. C'est un chien anthropomorphe, complètement abruti et dépourvu d'émotions (selon Valentine il aurait le charisme d'une poignée de porte). Cependant il est capable lorsque l'on prononce le mot « coucher » de muter en une sorte de monstre incontrôlable, et de reprendre son apparence normale en entendant le mot « balle ». Malgré son air apathique, il réussit à arrêter (on ne sait comment) plusieurs dangereux criminels, dans le tome 6. Ayant commis un petit délit, il devient alors le seul criminel restant à Zbluville, et donc la cible de ses collègues et de la BAM. Il sera par la suite recruté par la B.A.M qui, en fait, recrute des criminels pour Lord Moukt.

- Jubbei Kintama (Tome dédié : Tome 3), 32 ans, est l'ex-coéquipier d'Omar. C'est un policier d'ascendance japonaise, sérieux (voire coincé), intègre et spécialisé dans le maniement du katana et le combat à main nues (ce qui se montre inutile face aux balles). Dans le tome 3 (qui lui est consacré), il emmène Omar et deux jeunes voyous dans son dojo familial du clan Kintama, dans le but de les changer. Il a trois sœurs aussi douées, voire plus que lui en arts martiaux. Il a également un oncle aveugle, un père très strict ne s'exprimant qu'en japonais traduit par un sbire, et un grand-père démon victime d'une malédiction appelé « la boule du démon ». Il se voit par la suite confier le Kireken, sabre ancestral faisant de lui l'homme de la famille. Cependant il se montre incapable de protéger son clan face à Numéro 1, et se retrouve banni (bien que ses sœurs continuent de veiller sur lui). À partir du tome 4, il sombre dans la peur et l'alcool, et se fait même virer du commissariat. Dépressif, il accepte cependant de se sacrifier pour ses sœurs et Omar, à Numéro 1. Celui-ci lui arrache le bras avant de briser sa propre "boule du démon", faisant de lui un puissant et terrifiant démon. Dans le Tome 5, il est remplacé par sa sœur Akemi auprès d'Omar, et constitue l'unité "Demonslash" avec dispositif d'intervention éclair. Bien que démon et incontrôlable, il devine l'âme des gens. À la fin du tome 8, il redevient normal.

- Omar Da Silva (Tome dédié : Tome 4), 26 ans, est l'ex-coéquipier de Jubbei. C'est un jeune rasta ripoux, paresseux et vénal, ayant grandi à Java Town, un quartier chaud. Son grand-père (aussi malhonnête que lui) est pêcheur, son cousin mène un trafic de peluche pour enfants, et sa mère tient un resto-péniche. À partir du tome 3, son comportement change et il semble s'intéresser à Akemi, la jeune sœur de son coéquipier. Dans le tome 4 (qui lui est consacré), il mène l'affaire du vol d'électro-ménager avec brio, et se révèle très doué en capoeira et au tir contre Numéro 1, même si ce dernier le bat par la suite. Dans le tome 5, il fait désormais équipe avec Akemi. Dans le tome 7, ayant perdu son travail, il retourne à Java Town avec Akemi aider la mère d'Omar à gérer son resto-péniche.

- Papy Louis, mort à 82 ans, est l'ex-coéquipier de Grünt. C'est un petit vieux méchant et grincheux, n'aimant que ses tanks (qu'il utilise comme voiture de patrouille). Il déteste les gens, et n'hésite pas à mentir à son coéquipier pour corriger quelqu'un faisant tomber un papier par terre. Il ment également sur son âge et son physique dans des sites de rencontres. Au début du tome 5, il meurt de vieillesse après avoir vaincu un robot géant. À son enterrement, aucun de ses collègues ne semble le regretter, excepté Grünt. Sa petite-fille Eva l'a remplacé temporairement auprès de ce dernier.

- Grünt Krauzer (Tome dédié : Tome 5), 5 ans[Information douteuse], est l'ex-coéquipier de Papy Louis. C'est un colosse d'une force exceptionnelle. Malgré son allure de brute épaisse, Grünt est intelligent (du moins plus qu'une bonne partie de ses collègues) et (trop) sensible. Dans une histoire du tome 2, il est chaisophobe et craint donc de s'asseoir sur une chaise, bien que cela ne le dérange pas dans d'autres histoires. Dans le tome 5 (lui étant consacré), il est le seul à regretter Papy Louis, bien qu'il reconnaît qu'il était méchant et acariâtre. Il tombe ensuite amoureux de sa nouvelle coéquipière, Eva, également petite-fille de l'ancien. Grünt est aussi le « fils » des Krauzer, riche couple travaillant secrètement sur le projet OMEGA et ayant des liens avec le marché du crime. Il découvre vers la fin qu'il n'est qu'un prototype cloné à partir de Horst, seul fils biologique des Krauzer. Selon ces derniers, Grünt est le plus réussi, son seul défaut étant sa couleur de cheveux jugée moche. Dépressif à la suite de ces révélations, il se laisse convaincre par Eva de la rejoindre au sein de la BAM, une nouvelle police très performante. Dans le tome 6, il se fait appeler Omega (seulement par lui-même et Fatal).

- Stan (Tome dédié : Tome 7), 23 ans, est le coéquipier de Karp. C'est un jeune homme idiot (moins que Playmo et Tistouille) et prétentieux, portant des lunettes de soleil même la nuit. Il se considère comme le "beau gosse number one", et passe plus son temps à draguer des filles (sans résultat) qu'à faire son boulot. Dans le tome 7 qui lui est dédié, on découvre que son père est acteur de film d'action, vieux, beau et égocentrique. Il se fera arrêter par la BAM un petit temps. Son père ne voulant pas lui donner de sous ni payer sa caution, il se retrouve seul sans maison et en prison jusqu'à ce que Karp le fasse libérer et l'héberge chez lui.

- Karp, 135 ans, est le coéquipier de Stan. C'est un poisson anthropomorphe qui ne peut parler que sous l'eau et s'exprime à l'écrit le reste du temps. Il est capable de déclencher des ondes soniques pouvant exploser les têtes des criminels, mais aussi celles des otages. C'est généralement lui qui s'occupe de tout ce qui est technique. Il a des enfants qu'il aime beaucoup. Il semble être le seul Zblucops à la fois sérieux et équilibré.

- Hippopo, 54 ans, est le commissaire de Zbluville. Comme son nom l'indique, c'est un hippopotame anthropomorphe. Il est le chef des Zblucops, et se montre relativement patient envers leur incompétence, en particulier Tistouille et Playmo. Il aime Zbluville et son maire, surtout lorsqu'il reçoit une médaille. Bien qu'ayant peur de la forme démoniaque de Jubbei, il essaie tout de même de lui tenir tête (sans succès). Sa femme est elle aussi un hippopotame anthropomorphe. Il sombre dans la dépression puis dans la folie après la perte de son travail, à la fin du tome 6.

- Akemi Kintama, 20 ans, est la nouvelle coéquipière d'Omar ainsi que la plus jeune sœur de Jubbei. C'est une ninja professionnelle, spécialisée en infiltration et en furtivité. Elle apparaît pour la première fois dans le tome 3, où elle se lie d'amitié avec Omar. Bien qu'obligée de renier son frère, elle veille sur lui dans le tome 4. Aidée de ses sœurs, d'Omar et des deux ex-délinquants, ils affrontent Numéro 1, mais ne devront leur salut qu'à Jubbei, devenu démon. Dans le tome 5, elle remplace son frère afin de garder un œil sur lui. Le duo qu'elle forme avec Omar se montre très efficace. Omar et elle sont très proches. Elle est digne de confiance et aime encourager ses coéquipiers dès qu'ils perdent confiance. Dans le tome 7, elle et Omar iront aider la mère de ce dernier à tenir son restaurant-péniche, qui n'a pas un franc succès.

- Koptor et Boschtrat sont deux recrues qui apparaissent dans le tome 6. Ce sont d'anciens prototypes de clones. Ils se reconvertissent en serveurs dans un bar de gogo-dancing après avoir perdu leur travail.

### Les ennemis
Les Zblucops affrontent des ennemis presque aussi bizarres (voire dérangés) qu'eux.
- Dr Maboule (appelé aussi "votre fourberie" par son assistant) est un ennemi récurrent des Zblucops. Comme son nom l'indique, c'est un vendeur cinglé atteint d'un complexe d'infériorité, et n'hésitant à prendre en otage ses clients. Il apparait d'abord dans une histoire du tome 1, où il essaie de vendre aux Zblucops un robot. N'ayant pas réussi, il retourne dans la dernière histoire pour faire sauter le commissariat, mais il a oublié que la bombe était sur lui. Il réapparait ensuite, sous forme de cyborg, en tant que membre de la mystérieuse organisation à la fin du tome 3 (bien que son identité ne soit révélé qu'à partir du tome 4). Afin de construire un robot capable de détruire la ville, il charge Numéro 1 des vols d'électroménager.

- "Vil larbin" est l'assistant du vendeur fou. C'est un petit bonhomme qui ne ressemble à rien, et apparemment dépourvu de caractère et indifférent envers les menaces et les insultes de ses supérieurs. Il apparait pour la première fois vers la fin du tome 3, où il prévient son chef de l'échec de Numéro 1. Dans le tome 4, le vendeur fou se sert de lui comme bouc émissaire pour annoncer à "sa Majesté" le nouvel échec de Numéro 1, ce qui est loin de marcher. Il fait ensuite une apparition à la fin du tome 5, au côté de son chef. Bien que stupide, il semble plus sérieux que ses supérieurs.

- Numéro 1/Fabio, surnommé l'escagasseur, est un dangereux criminel psychopathe, ainsi qu'un "ami" d'enfance de Tistouille. Il apparait pour la première fois dans le tome 1, où il se fait trancher le bras droit par Jubbei, car il étranglait Omar. Depuis il lui voue une haine mortelle et n'hésite pas à détruire ce qui se mette en travers sa route (y compris ses alliés). Il est l'antagoniste principal des tomes 3 et 4, où il travaille pour la mystérieuse organisation, sous le nom de Numéro 1. Équipé d'un bras robotique et d'une main à haute intelligence artificielle (bizarrement situés à la place de son bras gauche alors que Jubbei lui avait tranché le droit), il est chargé d'éliminer Akemi et Omar, dans le tome 4. Il se fait finalement vaincre par Jubbei démon et coulé dans un bloc de béton. Sa main continue cependant de fonctionner, bien qu'elle ne puisse plus bouger. Fabio est très puissant et n'a aucun mal à battre (voire tuer) ses adversaires. Il est également très résistant et a survécu à des coups mortels. La seule personne pouvant le vaincre est un démon. Il réapparait dans le tome 8 dans le QG de Lord Moukt, encore coulé dans le béton. Au moment où le bloc se brise, on s'aperçoit qu'il est mort, réduit à l'état de squelette, seul son bras-robot marchant encore.

- Eva est la petite-fille et remplaçante de Papy Louis. Contrairement à lui, elle apparait sous les traits d'une adorable et jolie jeune femme naïve et amicale, du moins jusqu'à la fin du tôme 5. Elle était en réalité un membre de la BAM, infiltrée dans le seul but de gagner la confiance de Grünt. Seuls Omar et Akemi doutaient d'elle, grâce à Jubbei qui avait déclaré qu'elle "sentait le vice". Elle a cependant réussi sa mission, consistant à déstabiliser et convaincre Grünt de la rejoindre au sein de la BAM. Il est fort possible qu'elle soit de mèche avec la mystérieuse organisation. Elle réapparait dans le tome 6, au côté de Grünt et des autres membres de la BAM, où elle révèle sa vraie nature, à savoir cruelle et dominatrice (son uniforme de la BAM accentue le fait d'ailleurs.) Elle utilise comme arme un fouet et dirige une chauve-souris du nom de Fifi. Elle disparait dans le tome 8, quand le QG de Lord Moukt est détruit par ce dernier. On peut supposer qu'elle est morte

- Les Krauzer sont les "parents" de Grünt, ainsi que de richissimes et odieux malfaiteurs. Ils se servent de l'ADN de leur véritable fils biologique Horst pour le projet OMEGA, afin de cloner de puissants guerriers. Afin de rentabiliser leur projet, ils ont mis en vente le modèle Béta sur le marché du crime. Ce sont des parents horribles n'éprouvant aucun amour pour Grünt, ni même pour leur propre fils. Ils sont arrêtés par Omar et Akemi, et se retrouvent condamné à vingt ans de prison ferme, car leur laboratoire ne possédait aucun extincteur (aucune loi n'interdit de vendre des clones de ses enfants).

- Vincent Fatal est le chef de la BAM, et un des lieutenants de Lord Moukt. Rapide, agile, précis et sérieux, il ne tolère absolument pas l'échec. C'est sans doute le seul personnage de la série à ne pas laisser place à l'humour. Il meurt à la fin du tôme 7, tué par une grenade de Flavien Pitipoin.

- Agent XXXXX  est une agent de la BAM, dotée de pouvoirs psychiques dont le contrôle de l'esprit. Elle ressemble à Rei (Evangelion), apparaissant d'abord sans être nommée, sur la couverture et dans des vignettes du tome 6 de la série (B.A.M !!), p. 5, puis, de manière plus active, pp. 14 & 15, et même enfin nommée car se présentant, pour un combat titanesque des pp. 26 à 30 (cf. Baron mercredi infra...) ; page 30 où, surprise et annihilée par le néant de l'esprit de Tistouille qu'elle avait pénétré à son tour, elle se voit réduite à sa vraie nature, celle beaucoup moins séduisante d'une sorte de chenille, asticot, ou autre larve, toujours dotée de parole. Vincent Fatal l'« écrabouille », sous cette dernière forme, pour ne pas avoir pu capturer le Baron Mercredi, ni accessoirement marquer de point(s) contre leurs rivaux cops les Zblu' (p.32).

- GM est un agent de la BAM, et aussi selon lui la dernière grenouille magique. Cet énorme batracien peut avaler n'importe quoi ou qui puis le sortir sous forme de têtard. Il se fait éliminer par Jubbeï.

- Le Caca Masqué est un super-vilain récurrent apparaissant dans les tomes 1, 2, 6, 8. Il se considère comme un véritable génie du mal, mais n'est qu'un désaxé dégoutant et scatophile: ses "crimes" se résument à déposer des crottes chez les gens. Il se fournit dans un fast-food tenu par une mouche verte anthropomorphe. Le fait qu'il n'est jamais été arrêté, tient plus de la stupidité des Zblucops que de son soi-disant génie. Il est "arrêté" dans le tome 6, par Eva, Fifi et Grünt (en réalité Akemi et Omar.). Il meurt dans le tome 8, aspiré par une chasse d'eau qu'il a lui-même activée.

- Mike le cuistot de l'enfer est un super-vilain apparaissant dans le tome 2. C'est un cuisinier fou persuadé que Satan l'ordonne de punir de manière violente les cuisiniers qu'il juge médiocres, et obligeant les gens à dévorer ses plats infects. Il se déplace grâce à un scooter tout terrain et utilise des armes basées sur la cuisine, principalement des couteaux. Mike réapparaît dans le tome 6, où il se fait arrêter par l'agent XXXXX et G.M. Il devient ensuite policier pour le compte de la BAM dans le tome 7 et on suppose qu'il est mort quand Flavien et Stan ont anéanti ses agents.

- Le baron Mercredi est un super-vilain dont les pouvoirs, contrairement à l'agent XXXXX supra, sont la manipulation du corps et non de l'esprit, ce qui vient à dire que le possédé sait ce qu'il fait mais ne se contrôle pas. Il est arrêté par Stan, Valentine et, sans le savoir, Tistouille (il pense qu'il est dans un rêve), dans le tome 6 page 30.

- Lord Moukt est un ennemi ayant à sa solde la B.A.M et le Vendeur Fou (alias Dr Maboule). On apprend dans le tome 8 qu'il est en fait la morve de Tistouille. En réalité, c'est un extra-terrestre rêvant de dominer la race humaine, mais que l'atmosphère terrestre tue quasiment. À son arrivée, il s'est donc réfugié dans le corps du premier imbécile venu (Tistouille), afin de le contrôler le temps d'évoluer vers une forme compatible avec les conditions terriennes. Sauf que... Tistouille a une structure biologique particulière : il est tellement faible que moukt devait se contenter du minimum vital d'énergie.

- Orlando est le cousin d'Omar. Trafiquant de jouets, Omar le coffrera lors du match contre la B.A.M. Dans le tome 7, il reviendra au resto péniche de la mère d'Omar sous l'uniforme de la B.A.M (qui recrute des criminels pour obtenir une armée) pour s'en prendre à Omar, en vain. Il tente de revenir mais se fait éliminer par Stan.

## Liste des volumes
- 1. Mystères et crottes de nez,  (ISBN 978-2-7234-4911-3), 2 février 2005

Présentation du Commissariat de Zbluville, et de ses agents. Un détective playmobil et un gnome morveux débile, un jeune rasta ripoux et un samouraï, un faible vieillard et un colosse, un petit chien anthropomorphe abruti et une superbe femme intelligente et caractérielle, un dragueur amoureux de sa personne et un poisson muet. Bref avec une police pareille, plus besoin de criminels.
- 2. Cruel et métaphysique,  (ISBN 978-2-7234-5195-6), 25 janvier 2006

Les nouvelles aventures des Zblucops avec en prime, leur vie privée: le père de  Playmo est un playmobil, Grünt est chaisophobe, Pilou peut se transformer en monstre mutant, et les histoires d'amour ratées de Valentine.
- 3. Samouraï et fines herbes,  (ISBN 978-2-7234-5654-8), 14 mars 2007

Coup dur pour Jubbei : Hippopo refuse de lui confier l'affaire importante du vol d'électroménager, mais en plus lui et Omar doivent remettre dans le droit chemin deux jeunes voyous. Jubbei décide alors d'emmener tout ce monde-là au dojo familial. Arrivé là-bas, Omar qui désormais se retrouve au même titre que les deux voyous, découvre la famille de son partenaire, dont la jolie Akemi. Cependant un monstrueux personnage animé d'une haine envers Jubbei rôde aux alentours, ainsi qu'un mystérieux vieillard.
- 4. Des pressions nerveuses,  (ISBN 978-2-7234-5985-3), 29 août 2007

Après avoir été banni par sa famille, Jubbei déprime. Pour le venger, Omar décide alors de mener l'enquête sur le voleur d'électro-ménager. Malgré le commandement de Playmo et Tistouille, il réussit à obtenir une piste sérieuse qui le mène à un vieil ennemi. Problème, Jubbei se fait virer, et Omar se retrouve avec Akemi face à Numéro 1.
- 5. Le pays des courgettes volantes,  (ISBN 978-2-7234-6458-1), 15 octobre 2008

Le robot du vendeur fou se fait détruire par Papy Louis, mais ce dernier n'aura pas le temps de savourer sa victoire, car il meurt de vieillesse juste après. Seul son partenaire Grünt regrette ce vieux bonhomme acariâtre. Les Zblucops procèdent à quelques changements : Jubbei devenu démon, constitue désormais l'unité Demonslash, sa sœur Akemi le remplaçant auprès d'Omar. Quant à Grünt, il fait désormais équipe avec la petite-fille de son ex-coéquipier, Eva. Grünt tombe sous le charme de la ravissante jeune fille. Ils doivent par la suite faire face à un marché vendant aux criminels des BETA, petits bonhommes spécialisés dans l'art de montrer leurs fesses et obéir aux ordres.
- 6. BAM,  (ISBN 978-2-7234-7060-5), 30 septembre 2009

Une nouvelle police est en ville : la BAM. Afin de ne pas se retrouver au chômage, les Zblucops, sous peine de perdre leur badge, doivent capturer plus de criminels qu'eux en une semaine, dans un match présenté par Jean-François Rigolade et arbitré par Pipi le Koala. Que les moins nuls gagnent.
- 7. Turbo Justice,  (ISBN 978-2-7234-7656-0), 24 novembre 2010

Après avoir payé la caution de Stan, en prison à la suite d'un accident, Karp invite ce dernier chez lui. Stan, alerté dans un rêve par le grand Zblu, vole une montre activant un scaphandre de combat chez Karp et devient alors Turbo Justice, un mystérieux justicier.
- 8. Le Pouvoir de l'amitié,  (ISBN 978-2-7234-8388-9), 23 novembre 2011

Les ZbluCops retrouvent le QG de Lord Moukt pour mettre un terme à ses agissements.